# Fechtweltmeisterschaft 1956
Die 12. Fechtweltmeisterschaft fand 1956 in London statt. Da im selben Jahr in Melbourne die Olympischen Sommerspiele stattfanden, wurde lediglich der nichtolympische Mannschaftswettbewerb im Damenflorett ausgetragen.

## Damen

### Florett, Mannschaft
| Platz | Land        | Sportlerinnen                                                                                                   |
| ----- | ----------- | --- |
| 1     | Sowjetunion | Wiwetta Jagogjina, Emma Jefimowa, Tamara Jewplowa, Walentina Rastworowa, Nadeschda Sidikowa, Alexandra Sabelina |
| 2     | Frankreich  | Kate Delbarre, Renée Garilhe, Liliane Lecomte-Guyonneau, Françoise Mailliard, Régine Veronnet                   |
| 3     | Ungarn      | Lídia Dömölky, Ilona Elek, Margit Elek, Katalin Kiss, Magda Nyári-Kovács, Györgyi Székely-Marvalics             |